# Borough di Queenscliffe
Il borough di Queenscliffe è una local government area che si trova nello Stato di Victoria. Si estende su una superficie di 8,6 chilometri quadrati e ha una popolazione di 3 000 abitanti. La sede del consiglio si trova a Queenscliff.